# Pedro Ansa
Pedro César Ansa Araiz (Barcellona, 6 aprile 1957) è un ex cestista spagnolo.

## Carriera
Con la Spagna disputò i Campionati europei del 1979.

## Palmarès
- Campionato spagnolo: 2

Barcellona: 1980-81, 1982-83
- Copa del Rey: 6

Barcellona: 1978, 1979, 1980, 1981, 1982, 1983
- Liga catalana: 5

Barcellona: 1980, 1981, 1982, 1983, 1984
- Coppa delle Coppe: 1

Barcellona: 1984-85
- Coppa Intercontinentale: 1

Barcellona: 1985